# Chiesa del Sacro Cuore (Salerno)
La chiesa del Sacro Cuore di Gesù è un luogo di culto cattolico di Salerno, situato in piazza Vittorio Veneto, adiacente alla Stazione centrale della città ed al corso Vittorio Emanuele.

## Storia
La chiesa del Sacro Cuore di Gesù fu costruita agli inizi del Novecento in quella che allora era la periferia di Salerno. È stata fortemente voluta da Santa Caterina Volpicelli che, a Salerno nel 1890, auspicò per la costruzione, vicino alla stazione - laddove non vi era nulla se non terra bruciata, di una chiesa dedicata al Sacro Cuore di Gesù.
Fu danneggiata durante lo sbarco alleato nel 1943, per via della sua vicinanza alla linea ferroviaria tra Napoli e Reggio Calabria.  Il sacerdote, preoccupato per l'avanzamento dei soldati, abbandonò la chiesa. Da allora, la parrocchia fu affidata all'Ordine dei Frati Minori. 
Il primo aprile dell'anno giubilare 2000 l'arcivescovo emerito Gerardo Pierro consacrò l'edificio religioso e l'altare al Sacro Cuore di Gesù.

## Descrizione

### Esterno

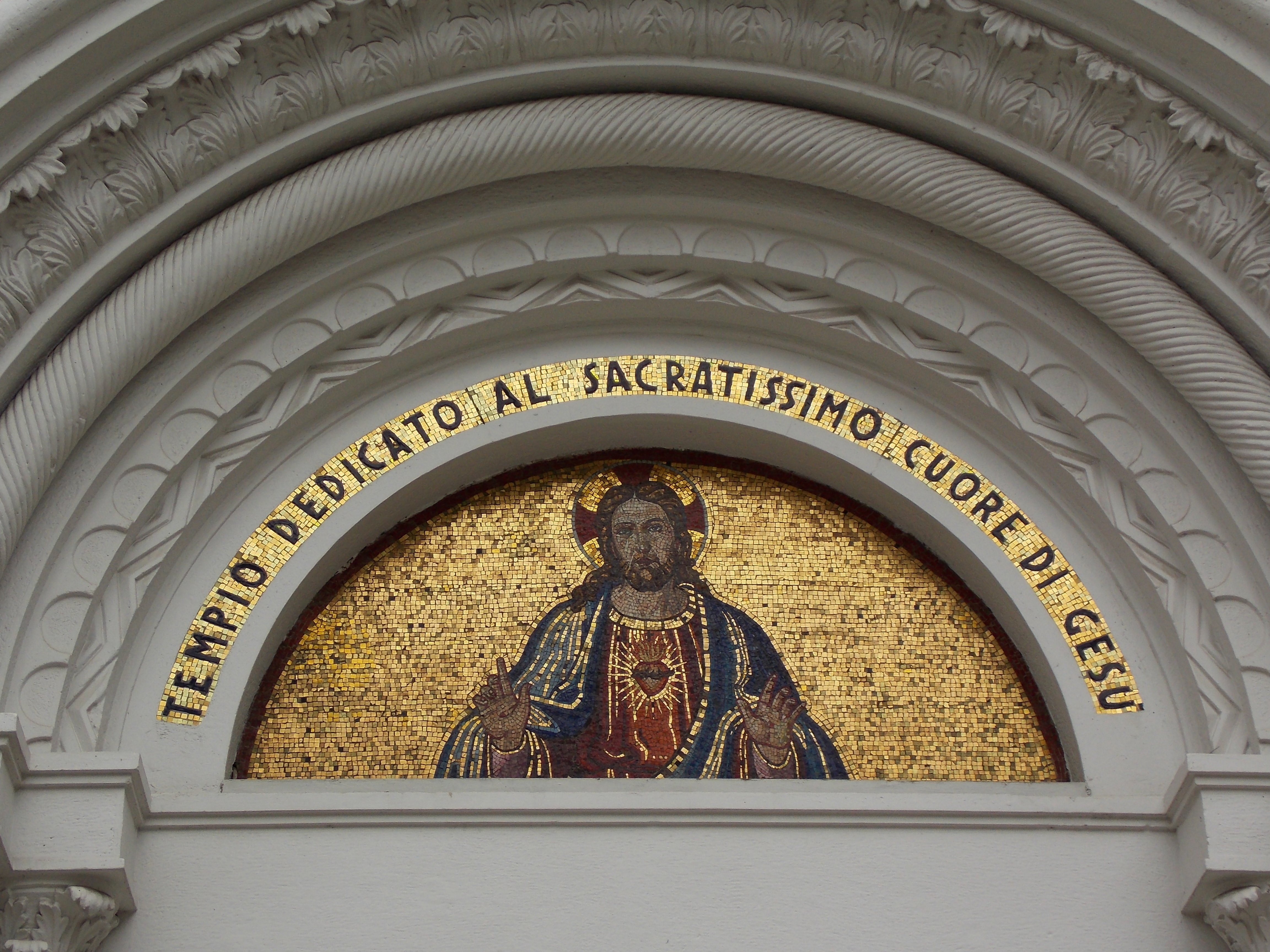
Dettaglio della lunetta sopra il portale principale.

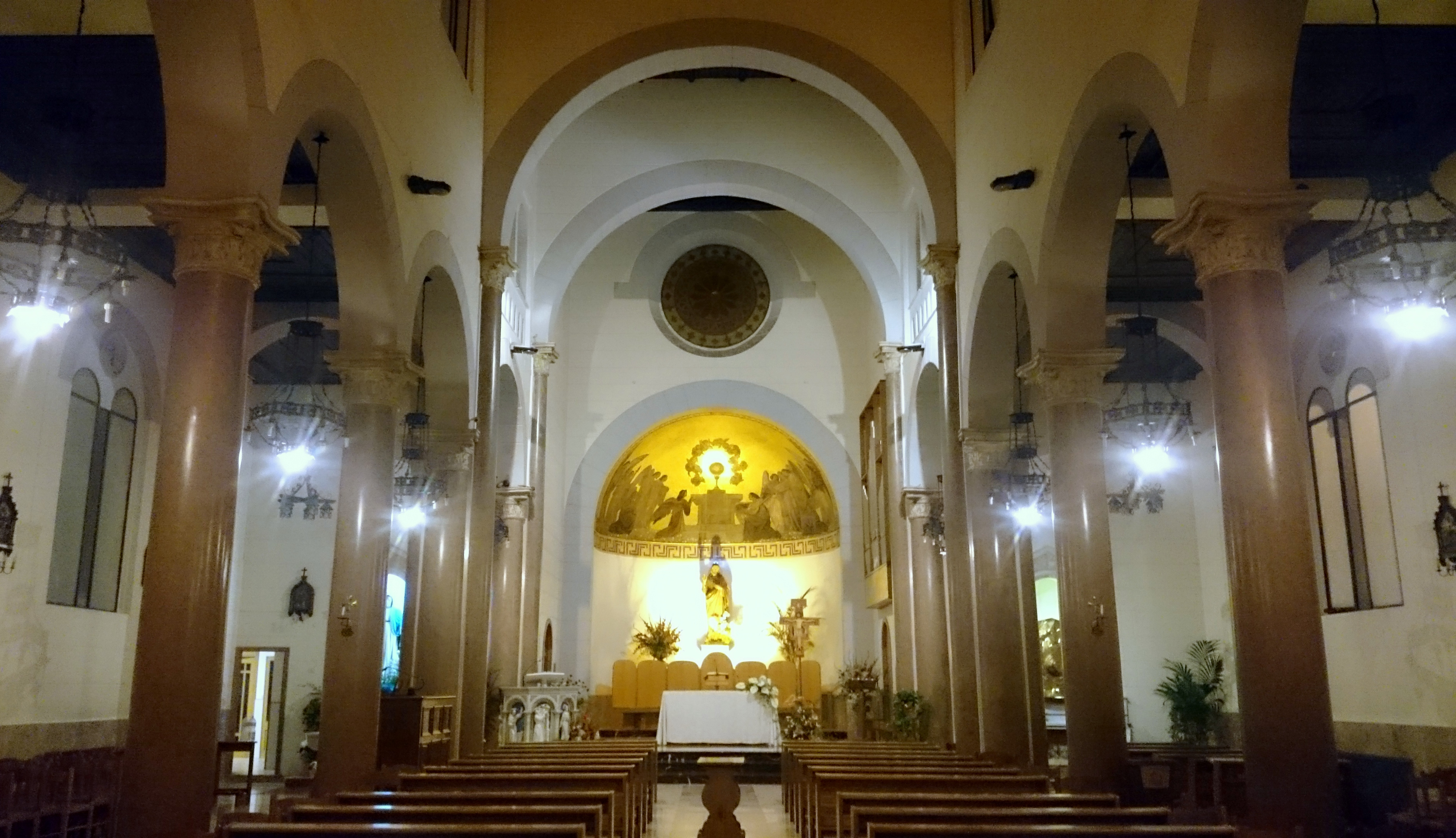
Navata centrale

La chiesa a tre navate possiede due portali di ingresso, di cui uno centrale incorniciato da colonnine a sostentamento di una lunetta adornata, ed uno sulla parte sinistra dell'edificio. La facciata è abbellita dalla presenza di due grandi bifore laterali e da un rosone centrale al di sotto del quale si dispone una fila di archetti ciechi. Sopra il portale d'ingresso principale vi è una lunetta decorata con un mosaico che riporta l'iscrizione <<Tempio dedicato al Sacratissimo Cuore di Gesù>> e la figura del Cristo. Di grande valore artistico è il rosone, presente anche sopra l'abside e visibile dal cortile del convento dei frati minori.

### Interno
Due file di archi terminanti con colonne in marmo rosa suddividono la chiesa in tre navate, di cui una centrale più larga e due laterali più strette. Il soffitto è ligneo, con capriate a vista sopra la navata centrale. Ai fianchi dell'altare, vi sono - a destra - il tabernacolo, a sinistra la statua raffigurante la Vergine Maria. Sul retro, invece, vi è la statua del Sacro Cuore di Gesù ed uno splendido e ricco mosaico impresso sulla parete interna dell'abside raffigura l'Adorazione Eucaristica.
A destra dell'altare vi è una stanza che permette di accedere all'interno dell'organo a canne.

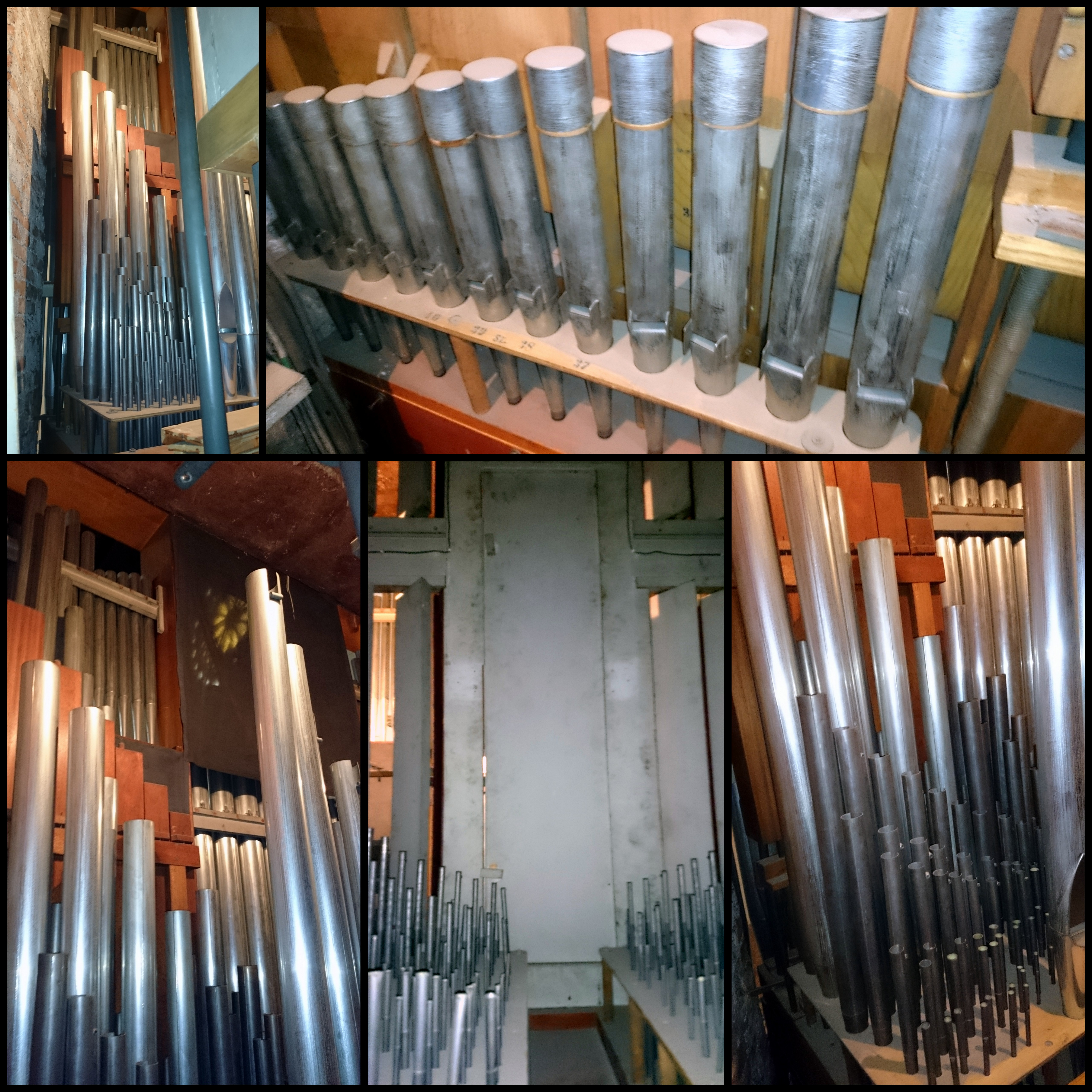
L'interno dell'organo

#### Organo a canne
L'organo a canne, costruito nel 1950 dalla fabbrica d'organi "Fratelli Ruffatti", si trova a destra dell'altare: il materiale fonico è racchiuso in una camera posta a destra del presbiterio. Lo strumento, che è a trasmissione elettrica, possiede più di 1300 canne, due manuali da 61 note ciascuno e una pedaliera concavo-radiale di 32, per un totale di 34 registri.

## Festa del Sacro Cuore
Ogni anno si svolge, in data mobile, la Solenne Festa del Sacro Cuore di Gesù, nella settimana seguente alla Solennità del Corpus Domini. In processione, che si tiene il pomeriggio -seguita da una messa all'aperto- viene portata la bellissima statua del Sacro Cuore, in legno e del peso di svariate tonnellate, che solitamente si trova nell'abside della chiesa. Per sostenerla sono necessarie più di 20 persone.

## Curiosità
- Nonostante le dimensioni ridotte per un massimo di 300 fedeli, la chiesa ha una capienza massima di più di mille persone in piedi.
- Il progetto originale della chiesa prevedeva una torre campanaria alta più di 50 metri, mai realizzata per mancanza di fondi.
- Da circa vent'anni il gruppo l'Associazione Amici del Sacro Cuore organizza la manifestazione non competitiva "Pedalando per la Città", cui partecipa l'intera cittadinanza. Per tutto il percorso dedicato, che si snoda fino al rione Mercatello, è vietato il transito delle auto.
- Ogni anno a giugno vi si celebra la processione del Sacro Cuore di Gesù[1].
- Ogni anno vi si celebrano concerti tenuti da gruppi corali famosi.
- Ogni anno  in prossimità del Natale  Fra' Vittorio, con l'aiuto di alcuni fedeli, realizza l'ormai noto presepe francescano.